# 瓦西里·瓦西里耶维奇·韦利亚米诺夫
瓦西里·瓦西里耶维奇·韦利亚米诺夫（俄语：Василий Васильевич Вельяминов，?—1374年）是莫斯科大公國最後一位季夏茨基。據說其於1366年在德米特里·顿斯科伊的婚礼上偷走了德米特里·顿斯科伊的金腰带，並將它送给了瓦西里·科索伊。